# السهل الرسوبي العراقي
هو سهل دجلة والفرات الذي كان يعرف في التاريخ القديم بأسم سهل (شنعار) ثم سمي فيما بعد بأرض السواد لكثرة إنتاجه الزراعي ويمتد بين مدينة بلد على نهر دجلة ومدينة الرمادي في منطقة التل الأسود على نهر الفرات من جهة الشمال والحدود الإيرانية من جهة الشرق والهضبة الصحراوية من جهة الغرب وتدخل ضمنها منطقة الاهوار إلى الخليج العربي وتمر بالمنطقة انهار دجلة والفرات حيث يرتبط هذان النهران بمجموعة من القنوات وتضم هذه المنطقة مجموعة من الأهوار التي يعتبر بعضها دائميا والبعض الأخر موسمياً ومنها هور الحمّار وهور الحويزة سميت المنطقة بالسهل الرسوبي لترسب كميات كبيرة من أملاح نهري دجلة والفرات وترسبات الرمل والطين فيها وتوجد بحيرة في جنوب غرب بغداد باسم بحيرة الملح إشارة إلى كثافة الترسبات الملحية والتي يصل سمكها إلى 20 سنتمتر ويحتل السهل الرسوبي ربع مساحة العراق أي ما يساوي 132,000 كيلومتر مربع ويمتد على شكل مستطيل طوله 650 كيلومتر وعرضه 250 كيلومتر، ذُكر في كتاب (جغرافية العراق الإقليمية) المنشور سنة 2017 أن السهل الرسوبي الفيضي مساحته 20% من العراق وفيه يتجمع ثلثا سكان العراق، وأن المساكن في السهل الرسوبي مجموع مساحتها 30 ألف كيلومتر مربع، تعادل ثلث مساحة السهل.

## التكوين
يُعدّ السهل الرسوبي العراقي من أحدث أقسام السطح في العراق تكويناً، يبدأ طوله من الشمال الغربي إلى الجنوب الغربي 650 كم، ابتداء من سامراء على نهر دجلة، ومدينة هيت على نهر الفرات إلى رأس الخليج العربي بين مصب شط العرب ومصب خور عبد الله، ارتفاع السهل بين بضع سنتمترات فوق سطح البحر في الجنوب و100م في حدوده الشرقية، وهو منبسط ذو انحدار تدريجي من الشمال إلى الجنوب، يبلغ ارتفاع السهل 50 متراً في مدينة الرمادي، و2.6م في البصرة.
وكان هذا السهل قد إمتلأ برواسب نقلتها اليه الانهار في اثناء الزمن الجيولوجي الرابع والحديث. وإلى جانب رواسب دجلة والفرات هناك مواد أخرى نقلتها الرياح من الصحراء واختلطت بها. وقد رسبت على سطح التربة الاصلية طبقة طينية سميكة نتيجة طغيان المياه اوقات الفيضان وما يصاحب عمليات الري من فيض وغمر حتى ان هذه المواد الطينية تكاد تغطي سطح السهل برمته.
يأخذ سطح السهل بالارتفاع تدريجيا من الجنوب إلى الشمال. ساعدت الانهار المنحدرة من المرتفعات الشرقية على تكوين مراوح غرينية على امتداد حافة السهل الشرقية. ونتيجة لالتحام سلسلة من المراوح الغرينية المتجاورة تكوّن سهل غريني فسيح عند لحف المرتفعات. وتتفاوت نسبة مواد المراوح الغرينية بين حصى كبيرة عند قممها ومواد ناعمة دقيقة تغطي سفوح نهاياتها. ويقوم في مثل هذه المراوح الغرينية كثير من المدن والقرى مثل مدينتي مندلي وبدرة.
وينبسط سطح السهل الرسوبي في معظم انحائه انبساطا شديدا اذ يستطيع الناظر، إذا بعد عن الانهار والاراضي الزراعية، ان يرى استدارة الافق كاملة دون ان يلحظ انحدارا ملموسا. ولكن اكتاف الانهار وجداول الري وبعض التلال الواطئة تحول دون استمرار هذا الانبساط الرتيب.
وتعجز الانهار في هذا السهل عن حمل رواسبها لقلة انحدار مجاريها. وترتب على ذلك تكون اكتاف تحف بدجلة والفرات تعلوها سداد للحيلولة دون طغيان الماء وقت الفيضان. الا ان ذلك، في الوقت نفسه، يجعل من السهل حفر جداول وشق بثوق تنقل الماء سيحا من النهر إلى المزارع. ولكن شدة الانبساط جعلت السهل في كثير من انحائه يعاني مشكلة صرف مياه الري ولاسيما الجزء الجنوبي منه الواقع شمالي البصرة. فلا غرو ان اتسعت الاهوار والبحيرات فيه حتى غطت مساحة تزيد على (3500) كيلومتر مربع. ويمكن ان يظهر التوزيع الجغرافي لهذه المناطق المغمورة بالماء في ثلاثة مجالات واضحة. يقع اولها إلى شرقي دجلة وغربيها، ويتمثل الثاني ببحيرة الحمّار ويقع الثالث بين شط الحلة ونهر الفرات.

## نظريات التكوين
يعتبر السهل الرسوبي أحدث أقسام العراق تكويناً، وقد نعتبره في طور التكوين حتى الآن. حاولت عدة نظريات إعطاء تفسيرات عن الكيفية والأزمان التي تكوّن فيها، وأبرز تلك النظريات هي:
1- نظرية الملء التدريجي: أشارت هذه النظرية إلى أن السهل الرسوبي كان امتداداً إلى الخليج العربي زمناً طويلاً، وكان ممتلئاً بالمياه أسوةً بالخليج نفسه، إلا أن الرواسب التي حملتها أنهار دجلة والفرات والكارون وروافدها والوديان المنحدرة نحوها إضافةً للرياح قد ملأت السهل تدريجياً وحولته من منطقة مغمورة بالمياه إلى يابس سهلي، وقد استغرق ذلك زمناً طويلاً.
2- نظرية الغوص التدريجي للسهل الرسوبي: بسبب تراكم كميات كبيرة من الطمى والغرين على أرضه، وإن رأس الخليج العربي يراوح في مكانه الحالي منذ (3000) سنة قبل الميلاد.
3- آراء بعثة Werner Nutzel :وهي بعثة ألمانية على ظهر سفينة أبحاث عملت في مياه الخليج العربي منتصف السبعينات وملخص ما جاء في هذه النظرية ما يأتي:
أنه وفي الألف الخامسة قبل الميلاد اتخذ الخليج العربي شكله واتساعه الحالي.
إلا أنه فيما بين (5000- 3000) قبل الميلاد تقدم الخليج نحو أور وأريدو غرب مدينة الناصرية الحالية، ثم تراجع بعد ذلك نحو حدوده الحالية ولم تتغير تلك الحدود حتى الآن.